# Sáo nâu
Sáo nâu (danh pháp hai phần: Acridotheres tristis), là một loài chim thuộc Họ Sáo, nguồn gốc châu Á. Là một loài ăn tạp với bản năng lãnh thổ mạnh, sáo nâu thích nghi rất tốt với môi trường đô thị.
Phạm vi phân bố của sáo nâu đang gia tăng với tốc độ nhanh khiến năm 2000 IUCN tuyên bố chúng là một trong những loài xâm lấn nhất thế giới và là một trong ba loài chim trong 100 loài gây tác động hàng đầu đến đa dạng sinh học, nông nghiệp và lợi ích của con người.

## Phân bố

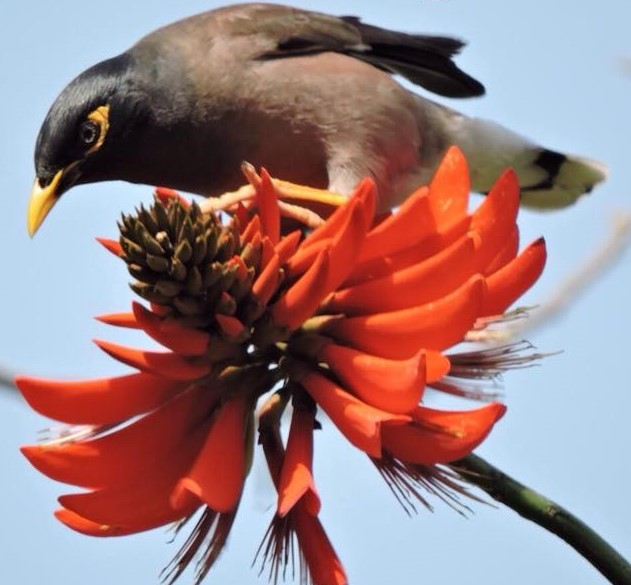
Sáo nâu, gần hồ Sukhna Chandigarh, Ấn Độ

Đây là loài chim có nguồn gốc châu Á, với phạm vi từ Iran, Pakistan, Ấn Độ, Nepal, Bhutan, Bangladesh và Sri Lanka; cũng như Afghanistan, Kazakhstan, Kyrgyzstan, Uzbekistan, Tajikistan, Turkmenistan, Myanmar, và Malaysia, Singapore, Thái Lan, bán đảo Đông Dương và Trung Quốc.
Sáo nâu cũng được đưa đến nhiều quốc gia khác như Canada, Australia, Israel, New Zealand, New Caledonia, Hawaii, Nam Phi, nhiều quần đảo ở Ấn Độ Dương (Seychelles, Mauritius, Maldives, Quần đảo Andaman và Nicobar và Lakshadweep) cũng như các quần đảo ở Thái Bình Dương và Đại Tây Dương.

## Từ nguyên học
Từ nguyên của tên khoa họ như sau:
- Acridotheres: tiếng Hy Lạp ᾰ̓κρῐ́δος, (ăkrĭ́dos), bắt nguồn từ ᾰ̓κρῐ́ς (ăkrĭ́s), con châu chấu; θήρᾱς (thḗrās), thợ săn.
- tristis: tiếng Latin trīstis, buồn, u sầu; tiếng Latin hiện đại tristis, màu sậm.

## Phân loài
- Acridotheres tristis tristis
- Acridotheres tristis melanosternus
- Acridotheres tristis naumanni
- Acridotheres tristis tristoides

## Hình ảnh

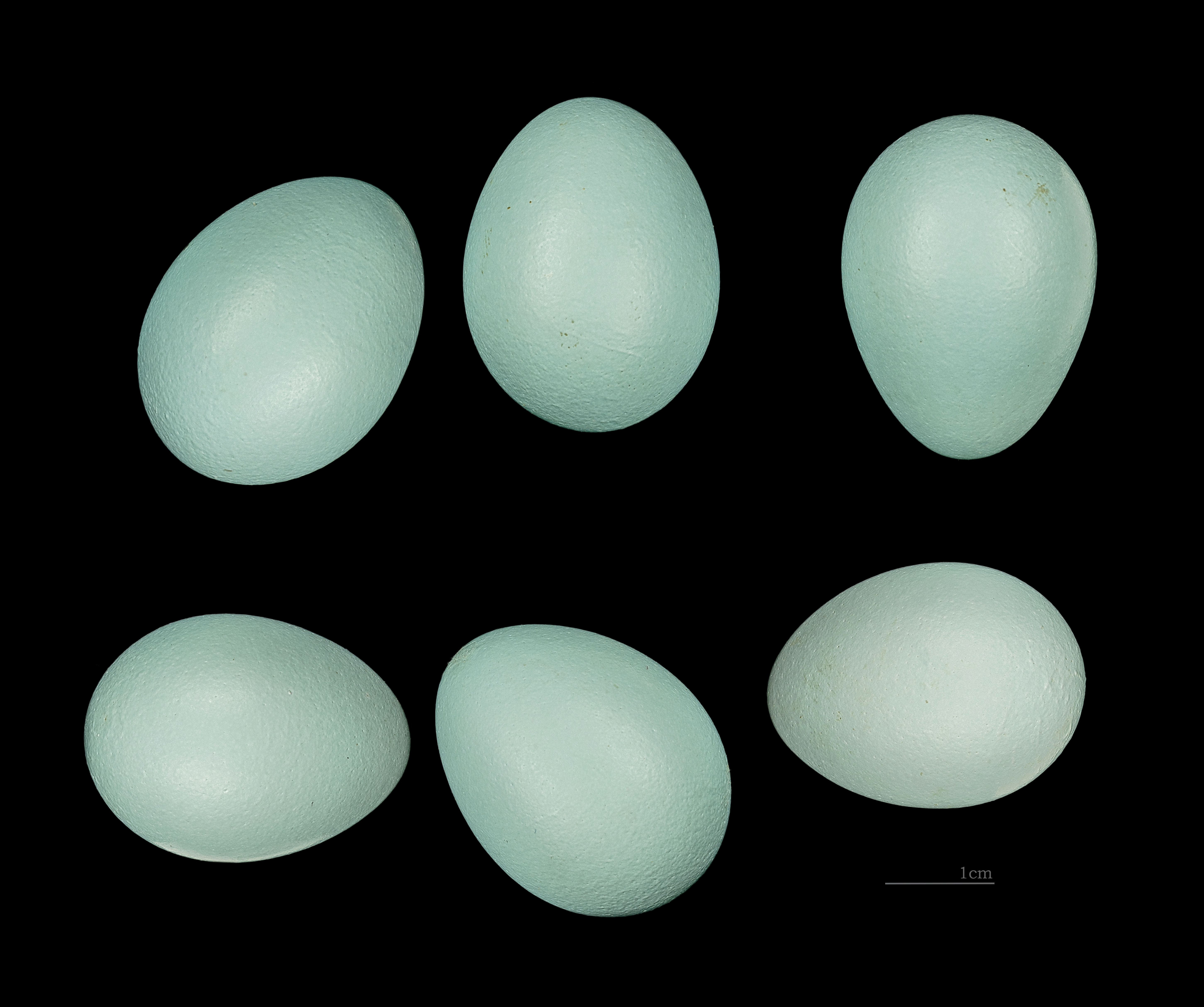
Trứng sáo nâu
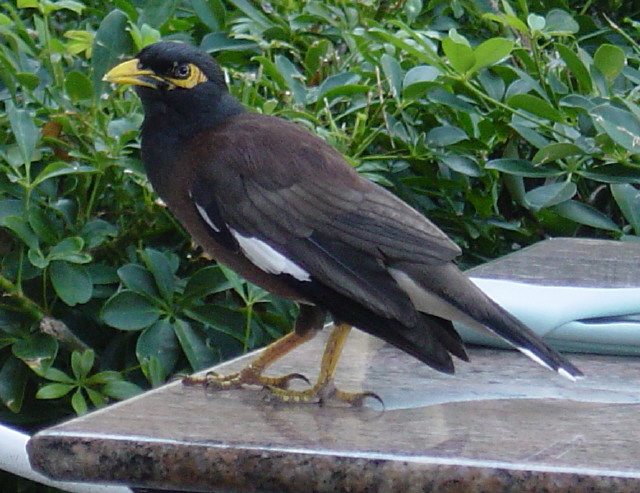
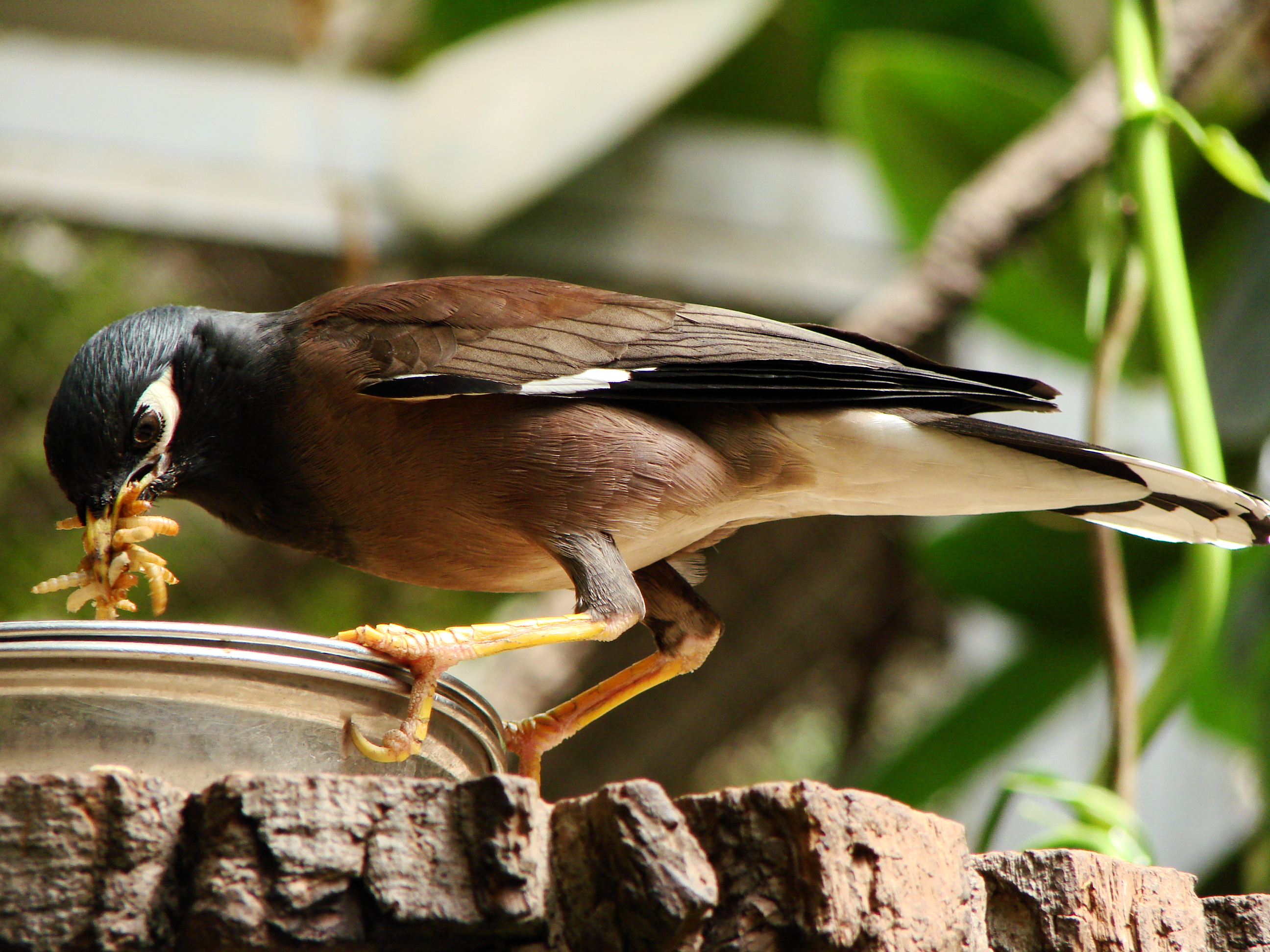
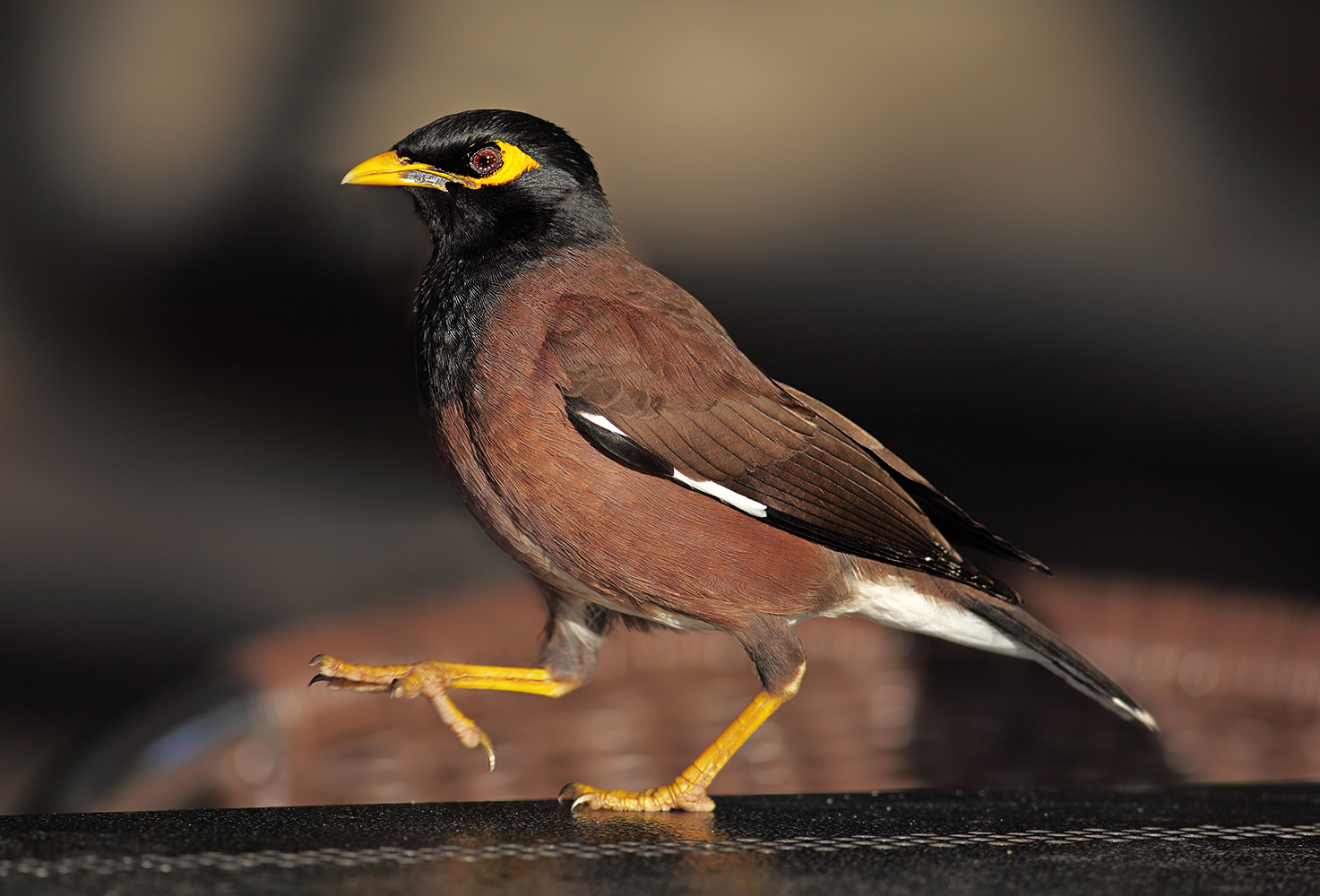